# Парад дня благодарения от Macy’s в Нью-Йорке
Парад дня благодарения от Macy’s в Нью-Йорке — один из крупнейших в мире парадов. Проводится в США в г. Нью-Йорк американской розничной сетью Macy’s на День благодарения.
Появился в 1924 году. Он делит звание второго из старейших парадов на День благодарения в США с America’s Thanksgiving Parade в Детройте. Оба парада на 4 года младше, чем Парад дня благодарения в Филадельфии.
Трёхчасовой парад проходит в Манхэттене с 9 до 12 часов утра местного времени. Шествие заканчивается на площади Macy’s Herald. Парад транслируется каналом NBC с 1952 года. Сотрудники розничной сети Macy’s, их родственники и друзья являются основными участниками в этом параде, участие в параде не оплачивается.

## История
Стартовавший в 1924 году ежегодный Парад дня благодарения в Ньюарке (штат Нью-Джерси) Луисом Бамбергером (в его собственном магазине) перебрался в Нью-Йорк. В Нью-Йорке сотрудники шествовали к главному магазину Macy’s на 34-й улице, разодетые в яркие костюмы. Также были платформы, профессиональные бэнды и животные, позаимствованные из Зоопарка Центрального парка. На концовку парада (и с тех пор это стало традицией) на Геральд-сквер был приглашён Санта-Клаус. На первом параде Санту усадили на трон на балконе у входа в магазин с 34-й улицы и нарекли титулом «Король детишек» (King of the Kiddies). Охватив аудиторию в четверть миллиона человек, парад был настолько успешен, что Macy’s объявили, что мероприятие станет ежегодным.
Успех парада Macy’s оттенил День Рагамуффина, типичное детское мероприятие на день благодарения, которое проходило с 1870-е по 1920-е годы. Обычно на День Рагамуффина детишки ходили и выпрашивали сладости, что к 1920-м годам взрослых реально стало раздражать. Общественная реакция на эти попрошайничества в 1930-е годы привела к развитию альтернатив, в том числе парада Macy’s. Эта практика сошла на нет в 1930-е, а последний рагамуффинский парад прошел в Нью-Йорке в 1956 году.
Тони Сарг любил работать с марионетками с раннего возраста. После того, как он переехал в Лондон, чтобы запустить кукольный бизнес, он отправился в Нью-Йорк с марионеточными уличными представлениями. В Macy’s прознали про таланты Сарга и попросили его спроектировать дизайн в рамках парада. Огромные воздушные шары в форме различных животных, которые придумал Сарг, произведённые компанией Goodyear Tire and Rubber в Акроне (штат Огайо), заменили живых зверей в 1927 году. Многие считают, что кот Феликс был первым воздушношаровым персонажем на параде 1927 года. Macy’s утверждает, что первое появление Феликса на самом деле датируется 1931 годом.
В конце парада 1928 года шары были отпущены в небо, где они неожиданно лопнули. На следующий год их спроектировали предохраняющие клапаны, чтобы они летали несколько дней. В шары были вшиты адресные метки, так что их можно было найти и отправить назад по почте, получив подарок от Macy’s
В 1930-е парад набирал мощь. В 1933 году по маршруту проследовало более 1 млн человек. Первый воздушный шар на этом параде появился в 1934 году, это был Микки Маус. 
Ежегодные шествия освещались нью-йоркскими радиостанциями с 1932 по 1941 годы. 
В 1942—1944 гг. парад не проводился: резина и гелий уходили на нужды Второй мировой войны. 
Парад 1945 года прошёл по маршруту, который сохранялся до 2008 года. Парад стал известен во всей стране после упоминания в фильме 1947 года «Чудо на 34-й улице», в который вошли кадры с торжеств 1946 года. 
По телевидению парад впервые был показан в 1948 году. С 1984 года воздушные шары производились компанией Raven Industries в городе Су-Фолс (Южная Дакота), а именно подразделением Raven Aerostar.
В других американских городах тоже были парады на День благодарения, но ни один из них не был запущен компанией Macy’s. Старейший парад страны на День благодарения (парад Гимбелс, имевший много спонсоров в течение многих лет, сейчас известен как 6abc Dunkin' Donuts Thanksgiving Day Parade) прошёл впервые в Филадельфии в 1920 году. Среди парадов в других городов на данный праздник можно отметить McDonald’s Thanksgiving Parade в Чикаго, парады в Плимуте (штат Массачусетс), Сиэтле, Хьюстоне, Детройте и Фаунтейн-Хиллс (Аризона).
Классический логотип Парада на День благодарения от Macy’s в последний раз использовался (за одним исключением) в 2005 году. В 2006 г. использовали специальный вариант логотипа. С тех пор на каждый следующий парад был новый логотип.
В 2006 году были приняты новые меры безопасности с целью предотвращения ранений от взрывов шаров. Одна из таких мер — установка устройств для измерения скорости ветра, чтобы организаторы могли видеть небезопасные условия, при которых шары могут «шалить».
Ещё одна мера заключалась в том, чтобы удерживать шары поближе к земле при усилении ветра. Закон Нью-Йорка запрещает Macy’s запускать шары при превышении определённых значений, связанных с ветром. Нью-Йоркские небоскрёбы, а также сам регулярный сеточный план города может усиливать скорость ветра на улицах.
В 2018 году на параде было жутко холодно (-7 °C). А максимально тепло было в 1933 году (20 °C).
В 2006 году был самый мокрый парад (количество осадков в виде дождя было 1.72").
Поцелуй актрис Кейтлин Киннунен и Изабель МакКаллы на параде 2018 года был первым в истории трансляций парада ЛГБТ-поцелуем.

### «Персонажные» шары
| Year | Шары |
| ---- | --- |
| 1931 | Кот Феликс |
| 1932 | Кот Феликс (вторая версия) |
| 1933 | Гулливер |
| 1934 | Микки Маус, Эдди Кантор (единственный полноразмерный шар, созданный при жизни человека) |
| 1935 | Дональд Дак |
| 1936 | Father Knickerbocker |
| 1937 | Morton The Nantucket Sea Monster (крупнейший шар, когда-либо появлявшийся на параде), en:Christmas stockingРождественский_чулок                                                                                                 |
| 1938 | Дядя Сэм |
| 1939 | Железный Дровосек, Пиноккио, Санта-Клаус |
| 1940 | Бегемот, Супермен |
| 1941 | Футболист (редизайн шара «Супермен») |
| 1945 | Bobo the Hobo (клоун), Акробат, Teddy Bear, Тыква, Вафельный рожок |
| 1946 | Бейсболист (редизайн шара Bobo the Hobo), Panda Bear (редизайн шара Teddy Bear), Pilgrim Mother |
| 1947 | Пират, Офицер полиции (редизайн шара «Бейсболист»), The Goofy Gnome (редизайн шара «Вафельный рожок») |
| 1948 | Пожарный (редизайн шара «Офицер полиции») |
| 1949 | Игрушечный солдатик |
| 1950 | Такса |
| 1951 | Lucky Pup, Mighty Mouse, Летучая рыба |
| 1952 | Spaceman |
| 1953 | Gorgeous Gobbler |
| 1954 | Spaceman |
| 1956 | Observer hot Air balloon |
| 1957 | Моряк Попай |
| 1960 | Happy Dragon |
| 1961 | Bullwinkle J. Moose en:Bullwinkle J. Moose |
| 1962 | Дональд Дак (вторая версия) |
| 1963 | Dino, Корова Элси |
| 1964 | Linus the Lionhearted |
| 1965 | Underdog |
| 1966 | Smokie Bear, Супермен(вторая версия) |
| 1968 | Авиатор Снупи |
| 1969 | Астронавт Снупи (вторая версия, дань уважения Аполлону-11) |
| 1971 | Микки Маус (вторая версия), Smile (Happy Face, редизайн шара The Elsie the Cow) |
| 1975 | Weeble (разновидность Неваляшки) |
| 1977 | Лягушонок Кермит |
| 1980 | Супермен (третья версия, второй по размеру шар в истории парада) |
| 1982 | Олив Ойл, Вуди Вудпекер |
| 1983 | Мишка Йоги |
| 1984 | Гарфилд, Тряпичная Энни |
| 1985 | Бетти Буп |
| 1986 | Шалтай-Болтай (редизайн шара Weeble, и это сотый шар в истории парада), Олив Ойл с Swea’Pea, Baby Shamu (касатка из шоу парка развлечений SeaWorld Orlando)                                                                     |
| 1987 | Человек-паук, Рональд Макдональд, Ice Skating Snoopy, Snuggle Bear |
| 1988 | Большая Птица, Quik Bunny (маскот Nestlé), Розовая пантера (мультфильм), Winter Snoopy и Вудсток |
| 1989 | Багз Банни |
| 1990 | 'Clifford the Big Red Dog', Барт Симпсон |
| 1991 | Babar the Elephant (редизайн шара «The Smile Balloon») |
| 1992 | Санта-Гуфи |
| 1993 | Бетховен (фильм), Ёж Соник (первый в истории парада персонаж компьютерной игры), Rex, Izzy |
| 1994 | Динозавр Барни, The Cat in the Hat |
| 1995 | Dudley the Dragon, SkyDancer, Eben Bear (редизайн шара Snuggle Bear) |
| 1996 | Рокки и Буллвинкль, Кролик Питер |
| 1997 | Артур, Rugrats, Bumpe the Cow, Miss Petula Pig |
| 1998 | Поросёнок Бэйб, Wild Thing, Dexter |
| 1999 | Millenium Snoopy, Honey Nut Cheerios Bee , Blue |
| 2000 | Bandleader Mickey Mouse (третья версия), Beret Tommy Pickles, Дживс, Рональд Макдональд (вторая версия), Dragon Tales Cassie |
| 2001 | Curious George, Пикачу, Снупи 75-го парада, Big Bird (вторая версия), Джимми Нейтрон, Cheesasaurus Rex, Honey Nut Cheerios Bee Balloon                                                                                          |
| 2002 | Charlie Brown and Elusive Football, Little Bill (первый афроамериканский персонаж в истории парада), Mr Monopoly, Лягушонок Кермит (вторая версия)                                                                              |
| 2003 | Strike up The Band Barney, Super Grover, Гарфилд (вторая версия) |
| 2004 | Цыплёнок Цыпа, M&M’s Red and Yellow Brighten the Holidays, Дживс в новом костюме, Губка Боб Квадратные Штаны |
| 2005 | Скуби-Ду, Даша-путешественница (первый латинос в истории парада), Мистер Картофельная голова, JoJo |
| 2006 | Снупи — летающий ас, Пикачу с покеболом (первый в истории шар с освещением; в данном случае подсветили щёки Пикачу) |
| 2007 | Abby Cadabby, Supercute Hello Kitty, Шрек |
| 2008 | Смурф, Базз Лайтер, Слонёнок Хортон |
| 2009 | Человек-паук (вторая версия), Рональд Макдональд (третья версия), Микки-Моряк, Pillsbury Doughboy |
| 2010 | Diary of a Wimpy Kid (Дневник слабака), По из Кунг-фу панды |
| 2011 | Ёж Соник (вторая версия) Julius the Sock Monkey |
| 2012 | Hello Kitty (вторая версия), Папа Смурф, The Elf on the Shelf |
| 2013 | Снупи and Вудсток (седьмая версия Снупи, вторая версия Вудстока), Губка Боб Квадратные Штаны (вторая версия), Беззубик (из Как приручить дракона), 75-я годовщина Волшебника из страны Оз, Время приключений с Финном и Джейком |
| 2014 | Thomas the Tank Engine; Медвежонок Паддингтон (2nd Time, first time as a Balloon); Красный Могучий рейнджер, Eruptor из Skylanders, Пикачу (третья версия); Pillsbury Doughboy (вторая версия, идентичная первой)               |
| 2015 | Скрат и его жёлудь, Рональд Макдональд (четвёртая версия); Angry Birds Red; Dino (вторая версия) |
| 2016 | Чарли Браун (вторая версия); Diary of a Wimpy Kid (вторая версия), Тролли |
| 2017 | Олаф из Холодного сердца, Jett из Супер Крыльев, Чейз из Щенячьего патруля, Гринч (вторая версия) |
| 2018 | Сон Гоку из Жемчуга дракона |
| 2019 | Астронавт Снупи (восьмая версия), Зелёные яйца и ветчина, Губка Боб Квадратные Штаны (третья версия) |
| 2020 | Красный Титан из Ryan’s World, Босс-молокосос |
| 2021 | Ada Twist, Scientist, Грогу в стиле фанко-поп, Рональд Макдональд (пятая версия), Пикачу и Иви (четвёртая версия Пикачу) |
| 2022 | Bluey, Greg Heffley (третья версия), Миньон Стюарт, динозавр Sinclair и маленький динозавр (третья версия динозавров) |